# 보슈냐크인
보슈냐크인(보스니아어: Bošnjaci / Бошњаци 보슈냐치) 또는 보스니아 무슬림(bosanski Muslimani / босански Муслимани 보산스키 무슬리마니)은 보스니아 헤르체고비나의 주요 민족으로 남슬라브족에 속한다.

## 종교
중세 보스니아 왕국의 보스니아인(Bošnjani / Бошњани 보슈냐니)은 영지주의 계열의 보고밀파를 신봉했다. 오스만 제국의 지배를 받았던 역사적인 이유로, 보고밀파를 신봉하던 보스니아인들은 이슬람교로 개종해 무슬림이 됐다. 유고슬라비아 연방 치하에서 보스니아 무슬림들은 무슬리마니로 분류됐지만 오늘날에는 보스니아 헤르체고비나인의 민족종교집단인 보슈냐크인으로 엄밀하게 구분된다.

## 역사
보슈냐크인은 발칸반도에서 지속된 전란의 역사 속에서 여러 번 다른 민족의 지배를 받았다.
오스만 제국, 유고슬라비아 왕국, 나치 독일 등의 지배를 받았다.
1992년, 유고슬라비아 사회주의 연방공화국으로부터 독립을 선언했고 보스니아 헤르체고비나의 전신인 보스니아 헤르체고비나 공화국으로 독립했다. 이들의 독립은 보스니아 전쟁의 원인이 됐다.

## 문화
대체로 하나피파 이슬람교를 믿는다.

## 참고 문헌
- 대부분 보스니아 헤르체고비나에 거주한다.
- 일부는 크로아티아, 세르비아, 캐나다, 오스트레일리아, 슬로베니아, 알바니아, 러시아 등지에 거주한다.

## 같이 보기
- 보스니아인
- 세르브인
- 크로아트인
- 무슬리마니